# 卡尔·阿尔贝特·安德森
卡尔·阿尔贝特·安德森（挪威語：Carl Albert Andersen，1876年8月15日—1951年9月28日），挪威男子体操运动员。他曾获得1908年夏季奥运会体操比赛男子团体全能银牌和1900年夏季奥运会田径比赛男子撑竿跳高铜牌。